# Rick și Morty
Rick și Morty este un sitcom animat științifico-fantastic creat de Justin Roiland și Dan Harmon pentru Adult Swim. Serialul urmărește aventurile pline de eșec ale omului de știință cinic Rick Sanchez și ale nepotului său, Morty Smith, care și-a împărțit timpul între viața internă și aventurile interdimensionale. Serialul a avut premiera pe 2 decembrie 2013 și al treilea sezon s-a încheiat la 1 octombrie 2017. În mai 2018, seria a fost preluată pentru încă 70 de episoade pe o perioadă nespecificată de sezoane. În România, serialul a fost difuzat pe Comedy Central România.

## Legături externe
- Site web oficial
- Rick și Morty la Internet Movie Database
- Rick și Morty la TV.com